# پادشاهی ممنوعه
پادشاهی ممنوعه یا قلمرو ممنوعه (به انگلیسی: The Forbidden Kingdom) عنوان فیلمی رزمی و حماسی به کارگردانی راب مینکاف می باشد که در سال یازدهم آوریل سال ۲۰۰۸ اکران عمومی شد. در این فیلم برای اولین بار جکی چان و جت لی در کنار هم نقش آفرینی کردند. مدت زمان فیلم صد و چهار دقیقه است.

## بودجه ، فروش
برای ساخت پادشاهی ممنوعه پنجاه و پنج میلیون دلار هزینه شد . این فیلم در گیشه بیش از صد و بیست و هفت میلیون دلار فروخت.